# Redundantieanalyse
Redundantieanalyse (RDA) is de canonische (gebonden, constrained) ordinatiemethode, die regressieanalyse combineert met hoofdcomponentenanalyse. RDA is nuttig als er een lineaire respons verwacht mag worden wanneer en de verklarende variabelen korte gradiënten vormen.
Deze methode is wiskundig verwant aan canonische correspondentieanalyse.

## Toepassingen
Redundantieanalyse is een methode die gebruikt kan worden bij kortetermijn experimentele studie. De behandelingen (treatments) vormen de verklarende variabelen (en zijn meestal dummyvariabelen).
In de ecologie, is redundantieanalyse nuttig bij exploratief en experimenteel onderzoek wanneer er korte gemeenschapsgradiënten zijn. De gradiënten bestaan uit gemeten milieuvariabelen, zoals hoogte boven de zeespiegel, zuurgraad van de bodem of het oppervlaktewater, breedtegraad van de locatie, type van het ondergrond of de periode en dosering van bemesting. De canonische ordinatieassen (of latente variabelen) worden gevormd als lineaire combinaties van de verklarende variabelen.
Bij langere gradiënten kan canonische correspondentieanalyse gebruikt worden, als er een niet-rechtlijnige verband tussen verklarende variabele en de responsies verwacht mag worden.